# Джонс, Томас Джон
То́мас Джон Джонс (англ. Thomas John Jones; 6 декабря 1909 — дата смерти неизвестна), также известный как То́мми Джонс (англ. Tommy Jones) — валлийский футболист и футбольный тренер.

## Клубная карьера
Уроженец Тонипэнди (Рондда, Уэльс) Джонс начал футбольную карьеру в местном клубе «Мид-Рондда». В 1926 году перешёл в английский клуб «Транмир Роверс», выступавший в Третьем северном дивизионе Футбольной лиги. Зарекомендовал себя как «крепко сложенный» вингер «с привычкой смещаться в центр». За три сезона в составе «Транмира» забил 28 мячей.
В 1929 году перешёл в «Шеффилд Уэнсдей», действующему чемпиону Англии. Однако из-за конкуренции за место в основном составе (основным правым крайним нападающим «Шеффилд Уэнсдей» был Марк Хупер) Джонс дебютировал за первую команду «сов» только 5 апреля 1930 года в матче против «Ливерпуля». Это был единственный матч Джонса в основном составе «Уэнсдей» в том сезоне, когда «совы» вновь выиграли чемпионат, забив 105 мячей в лиге. В следующем сезоне Джонс вновь провёл за команду только 1 матч: это была игра против «Манчестер Юнайтед» 28 января 1931 года, в которой Томми забил свой первый гол за «сов», хотя его команда уступила со счётом 1:4. В сезоне 1931/32 Джонс провёл за команду уже 11 матчей и забил 4 мяча, а в следующем сезоне сыграл 10 матчей и забил 1 мяч. Сезон 1933/34 стал для него последним в составе «сов»; он провёл за команду 6 матчей. В общей сложности за «Шеффилд Уэнсдей» Томми Джонс провёл 29 матчей и забил 6 мячей (все — в рамках лиги).
В июне 1934 года Джонс перешёл в «Манчестер Юнайтед», выступавший во Втором дивизионе. Дебютировал за команду в первом матче сезона против «Брэдфорд Сити» на стадионе «Олд Траффорд» 25 августа 1934 года; матч завершился победой «Юнайтед» со счётом 2:0 благодаря «дублю» Тома Мэнли. 15 сентября 1934 года Джонс забил свой первый гол за «Юнайтед» в матче против «Порт Вейла». Всего в сезоне 1934/35 он провёл за «Юнайтед» 22 матча и забил 4 мяча: против «Порт Вейла» 15 сентября, против «Норвич Сити» 22 сентября, против «Барнсли» 19 января и вновь против «Порт Вейла» 6 февраля. В мае 1935 года покинул команду, перейдя в «Уотфорд» за 1500 фунтов стерлингов.
В «Уотфорде» Джонс был «популярной фигурой» среди болельщиков команды . Он провёл за «шершней» четыре «предвоенных» сезона, а после окончания войны продолжил выступать за команду. В июне 1946 года он покинул «Викаридж Роуд», став игроком клуба «Гилфорд Сити», где и завершил карьеру игрока в том же году.

## Карьера в сборной
Джонс дебютировал в составе национальной сборной Уэльса 5 декабря 1931 года в матче домашнего чемпионата Британии против сборной Ирландии на стадионе «Уиндзор Парк» в Белфасте. 25 мая 1933 года во второй (и в последний) раз сыграл за сборную в товарищеском матче против сборной Франции на «Олимпийском стадионе» в Париже.

## Тренерская карьера
В 1946 году на протяжении нескольких месяцев Джонс был главным тренером клуба «Транмир Роверс», за который он выступал в 20-е годы. В дальнейшем с 1946 до 1953 года работал в тренерском штабе «Транмира». В 1953—1954  и в 1957 году был исполняющим обязанности главного тренера «Уэркингтона».
В августе 1958 года был назначен ассистентом главного тренера «Бирмингем Сити». С 1966 по 1968 год был ассистентом главного тренера в клубе «Вест Бромвич Альбион», после чего завершил тренерскую карьеру.

## Статистика выступлений
| Клуб              | Сезон            | Лига | Лига | Кубок | Кубок | Итого | Итого |
| Клуб              | Сезон            | Игры | Голы | Игры  | Голы  | Игры  | Голы  |
| ----------------- | ---------------- | ---- | ---- | ----- | ----- | ----- | ----- |
| Транмир Роверс    | 1926/27          | 23   | 11   | 0     | 0     | 23    | 11    |
| Транмир Роверс    | 1927/28          | 28   | 10   | 0     | 0     | 28    | 10    |
| Транмир Роверс    | 1928/29          | 39   | 7    | 2     | 0     | 41    | 7     |
| Транмир Роверс    | Итого            | 90   | 28   | 2     | 0     | 92    | 28    |
| Шеффилд Уэнсдей   | 1929/30          | 1    | 0    | 0     | 0     | 1     | 0     |
| Шеффилд Уэнсдей   | 1930/31          | 1    | 1    | 0     | 0     | 1     | 1     |
| Шеффилд Уэнсдей   | 1931/32          | 11   | 4    | 0     | 0     | 11    | 4     |
| Шеффилд Уэнсдей   | 1932/33          | 10   | 1    | 0     | 0     | 10    | 1     |
| Шеффилд Уэнсдей   | 1933/34          | 6    | 0    | 0     | 0     | 6     | 0     |
| Шеффилд Уэнсдей   | Итого            | 29   | 6    | 0     | 0     | 29    | 6     |
| Манчестер Юнайтед | 1934/35          | 20   | 4    | 2     | 0     | 22    | 4     |
| Манчестер Юнайтед | Итого            | 20   | 4    | 2     | 0     | 22    | 4     |
| Уотфорд           | 1935/36          | 21   | 1    | 2     | 0     | 23    | 1     |
| Уотфорд           | 1936/37          | 15   | 2    | 0     | 0     | 15    | 2     |
| Уотфорд           | 1937/38          | 40   | 14   | 3     | 1     | 43    | 15    |
| Уотфорд           | 1938/39          | 42   | 6    | 3     | 2     | 45    | 8     |
| Уотфорд           | 1939/40          | 3    | 0    | 0     | 0     | 3     | 0     |
| Уотфорд           | 1945/46          | −    | −    | 5     | 0     | 5     | 0     |
| Уотфорд           | Итого            | 118  | 23   | 13    | 3     | 131   | 26    |
| Всего за карьеру  | Всего за карьеру | 257  | 61   | 17    | 3     | 274   | 64    |